# Михаило Швабић
Михаило Швабић (Буковик, код Аранђеловца, 12. јун 1919 — Београд, 15. фебруар 2002) био је учесник Народноослободилачке борбе и друштвено-политички радник СФР Југославије и СР Србије.

## Биографија
Рођен је 12. јуна 1919. године у селу Буковику, код Аранђеловца. Нижу гимназију је завршио 1933. године у Крагујевцу, а потом је учио Графичку стручну продужну школу у Београду. Потом је радио као графички радник.
Веома млад је приступио револуционарном радничком покрету Био је истакнути активиста Организације графичких радника Србије (ОГРС). У чланство, тада илегалне, Комунистичке партије Југославије (КПЈ) примљен је 1938. године. Јула 1939. године је био делегат на Петој земаљској конференцији Савеза комунистичке омладине Југославије (СКОЈ), одржаној у Словенији. Убрзо потом је био ухапшен, након чега га је Државни суд за заштиту државе осудио на затворску казну, који је служио од септембра 1939. до септембра 1940. године у затвору Казненог завода у Нишу.
После изласка из затвора, наставио је револуционарну активност. Септембра 1940. године учествовао је на Шестој покрајинској конференцији СКОЈ-а, одржаној у Загребу, на којој је изабран у чланство Централног комитета СКОЈ-а. Био је и члан редакције листа „Младост“, који је био орган ЦК СКОЈ-а. Заједно са Ивом Лолом Рибаром, секретаром ЦК СКОЈ-а, постао је једна од водећих личности омладинског револуционарног покета Југославије. Организовао је излете омладинаца ван Београда, на којима је говорио о потреби рада на одбрани земље. Са групом другова - графичких радника у штампарији „Мађаревић“, у Таковској улици је штампао проглас ЦК КПЈ посвећен 27. марту.

### Народноослободилачки рат
После Априлског рата и окупације Краљевине Југославије, 1941. године прикључио се Народноослободилачком покрету (НОП). Заједно са другим београдским омладинцима - Србом Андрејевићем, Пантелијом Митрићем, Миленком Грбићем, Драгољубом Радосављевићем, Драгутином Бабићем организовао је и учествовао у саботажама и диверзијама у окупираном Београду. Најпознатија акција у којој је учествовао била је спасавање Александра Ранковића из затворске болнице у Видинској улици (данас Улица Џорџа Вашингтона), 29. јула 1941. године. Руководио је месним одбором Народноослободилачког фонда (НОФ) у Београду, чији је циљ био организовање широке мреже повереника НОП-а, прикупљање прилога (у новцу, храни, санитетском материјалу), њено очување од полицијских провала и др.
Августа 1941. године, по задатку Партије напустио је Београд, прешао на ослобођену територију и ступио у Посавски партизански одред, где је вршио функцију политичког комесара чете. Почетком јануара 1942. године ступио је у тада формирану Прву пролетерску ударну бригаду. После трагедије на Пјеновцу, крајем јануара када је изгинуо скоро цео Штаб Петог шумадијског батаљона, Швабић је постављен за политичког комесара овог батаљона. Потом је био учесник чувеног Игманског марша, изведеног преко планине Игман при температури од -32 степена.
Јуна 1942. године у жестоком окршају са четницима на на брду Гату, код Гатачког поља у Херцеговини, био је тешко рањен. Другови су га изнели у ћебету са положаја. Ране је преболовао у напорном великом историјском маршу пролетерских бригада ка Босанској крајини, без предаха. После излечења постао је помоћник комесара Другог чачанског батаљона Друге пролетерске ударне бригаде.
Септембра 1942. године, по задатку Партије напустио је јединицу и почео је поново да обавља своју основну предратну партијску функцију – члана Бироа ЦК СКОЈ-а. Активно је радио на организовању и укључивању омладине у Народноослободилачку борбу. Био је организатор и учесник Првог конгреса Антифашистичке омладине Југославије, одржаног новембра 1942. године у Бихаћу. На овом конгресу био је формиран Уједињени савез антифашистичке омладине Југославије (УСАОЈ). На Другом конгресу УСАОЈ-а, одржаном маја 1944. године у Дрвару, изабран је у Секретаријат Централног одбора. На функцијама члана Бироа ЦК СКОЈ-а и Секретаријата ЦО УСАОЈ-а остао је до краја рата.
Одмах по ослобођењу Београда, октобра 1944. године, заједно са својим друговима графичарима радио је на прикупљању машина и потом основао штампарију у којој је штампан лист „Омладина“. Јануара 1945. године био је иницијатор Конференције представника свих културно-уметничких група у Радничком дому на Врачару. Циљ ове Конференције био је побољшање њиховог рада путем набавке потребног материјала; музичких инструмената, покретања курсева за оспособљавање руководилаца хорова и музичких секција и др.

### Послератна каријера
После потпуног ослобођења земље, Швабић је одређен у сектор за обнову земље. Као омладински руководилац, активно је радио на организовању првих послератних омладинских радних акција. Био је један од организатора и командант радних акција на изградњи пруге Брчко-Бановићи, 1946. године; пруге Шамац-Сарајево, 1947. године и аутопута „Братство-јединство“ на деоници од Београда до Загреба, у периоду од 1949. до 1950. године.
Године 1950. постао је министар грађевине у Влади НР Србије. Потом је од 1952. до 1954. године обављао функцију секретара Градског комитета Савеза комуниста Београда. Од 1954. до 1963. био је члан и потпредседник Извршног већа НР Србије, а затим од 1963. до 1967. године председник Главног одбора Социјалистичког савеза радног народа Србије (ССРНС). У периоду од 1974. до 1978. године био је амбасадор СФРЈ у Народној Републици Пољској.
Године 1957. је био главни организатор и мобилизатор изградње Београдског сајма, а 1965. године је организовао обележавање педесете годишњице Колубарске битке и освећење Спомен костурнице у Лазаревцу. Овај политички потез означио је преокрет у обележавању значајних догађаја из историје Србије.
Више је пута биран за републичког посланика у Скупштини СР Србије и савезног посланика у Савезној скупштини СФРЈ, а по одласку у пензију био је члан Савета федерације. За члана Централног комитета Савеза комуниста Србије биран је од Другог конгреса, 1949. године, а за члана Извршног комитета ЦК СКС, од Четвртог конгреса 1953. године. За члана Централног комитета Савеза комуниста Југославије биран је на Шестом, 1952, Седмом, 1958. и Осмом конгресу, 1964. године. Био је председник Комисије за историју при ЦК СК Србије.
Био је активан у организацији Савеза бораца НОР-а. Био је председник СУБНОР-а Београда, СУБНОР-а Србије и СУБНОР-а Југославије, од 1985. до 1986. године. Организовао је фондацију „Слобода“ за помоћ борцима-инвалидима. Имао је чин резервног пуковника ЈНА.
Био је ожењен Даном Швабић. Умро је 15. фебруара 2002. године у Београду и сахрањен је у Алеји заслужних грађана на Новом гробљу.

### Књиге и одликовања
Као члан Комисије за историју при ЦК СК Србије, био је веома активан у прикупљању грађе и обради историје Народноослобдоилачког покрета у Београду. Био је председник Савета и члан Уређивачког одбора едиције „Београд у рату и револуцији 1941-1945“, објављене 1984. године.
Написао је књиге - Актуелна питања унапређења производње и друштвених односа, 1963. године и Неки политички проблеми у вези са привредним кретањима у НР Србији, 1965. године.
Носилац је Партизанске споменице 1941. и других бројних страних и југословенских одликовања, међу којима су - Орден народног ослобођења, Орден заслуга за народ са златном и сребрном звездом, Орден братства и јединства са златним венцем, Орден рада са црвеном заставом, Орден за храброст и друго.